# سیاسران علیا
سیاسران علیا، روستایی از توابع بخش مرکزی شهرستان سنندج در استان کردستان ایران است.تمام مردم این روستا از طائفه بزرگ کرد سیاسر می‌باشند.

## جمعیت
این روستا در دهستان حسین‌آباد جنوبی قرار دارد و براساس سرشماری مرکز آمار ایران در سال ۱۳۸۵، جمعیت آن ۱۷۲ نفر (۳۷خانوار) بوده‌است.